# 生田幸夫
生田 幸夫（いくた ゆきお、1914年2月11日 - 1989年9月18日）は、日本の経営者。富士紡績社長、会長を務めた。山口県出身。

## 来歴・人物
1936年に東京帝国大学経済学部を卒業し、同年に三菱銀行に入行。1963年6月に富士紡績常務に就任し、1968年4月に専務を経て、1970年7月に社長に就任した。
1980年7月に会長に就任し、1984年7月に相談役を務めた。
1989年9月18日、急性呼吸不全のために死去。75歳没。